# يوردان غوسبودينوف
يوردان غوسبودينوف (بالبلغارية: Йордан Господинов)‏ هو لاعب كرة قدم بلغاري في مركز حراسة المرمى، ولد في 15 يونيو 1978 في سليفن في بلغاريا. شارك مع منتخب بلغاريا لكرة القدم. أما مع النوادي، فقد لعب مع سلافيا صوفيا وكونكورديا كياجنا وليفسكي صوفيا ونادي لوكوموتيف بلوفديف ونادي ليتكس لوفتش.

## وصلات خارجية
- يوردان غوسبودينوف على موقع قاعدة بيانات كرة القدم.إي يو (الإنجليزية)
- يوردان غوسبودينوف على موقع ناشيونال فوتبول تيمز (الإنجليزية)